# Mekonglema xinpingi
Espèce
Synonymes
- Seychellia xinpingi Lin & Li, 2008

Mekonglema xinpingi est une espèce d'araignées aranéomorphes de la famille des Telemidae.

## Distribution
Cette espèce est endémique du Yunnan en Chine,. Elle se rencontre dans le xian de Mengla dans la réserve naturelle de Xishuangbanna.

## Description
Le mâle holotype mesure 1,14 mm et la femelle paratype 1,16 mm.

## Systématique et taxinomie
Cette espèce a été décrite sous le protonyme Seychellia xinpingi par Lin et Li en 2008. Elle est placée dans le genre Mekonglema par Zhao, Li et Zhang en 2020.

## Étymologie
Cette espèce est nommée en l'honneur de Xin-ping Wang.

## Publication originale
- Lin & Li, 2008 : A new species of the family Telemidae (Arachnida, Araneae) from Xishuangbanna rainforest, China. Acta Zootaxonomica Sinica, vol. 33, no 4, p. 650-653 (texte intégral).